# Акча
Акча (на персийски: آقچه) е град в Северен Афганистан. Намира се на около 50 km източно от Шеберган и на 100 km западно от Мазари Шариф. Акча е център на област Акча в афганистанската провинция Джаузджан. Градът е разположен на няколко километра северно от главния път Шеберган – Мазари Шариф, наречен акьол (в превод „бял път“ на повечето тюркски езици).
Населението на Акча е около 50 000 души, повечето от които са етнически туркмени и узбеки.
Градът е известен с традиционните килими и черги, които се правят в района.
Реките, извиращи от планините на юг, които вече не достигат до Амударя, завършват в обширни блата близо до Акча, а остатъците от годишна растителност, изникващи по склоновете на южните хълмове, се отмиват в блатата по време на наводнения.